# Жювен, Филипп
Фили́пп Жюве́н (фр. Philippe Juvin; род. 1 февраля 1964, Орлеан) — французский врач и политик.

## Биография
Родился 1 февраля 1964 года в Орлеане, в семье врачей. В 1981 году окончил бакалавриат в католическом Институте Нотр-Дам де Сен-Круа в Нёйи-сюр-Сен, затем изучал медицину в Университете Париж Дидро и в Университете Пьера и Марии Кюри. С 1989 года проходил интернатуру в Париже, специализировался в анестезиологии и реанимации, в 2012 году возглавил отделение скорой медицинской помощи Европейской больницы имени Жоржа Помпиду в Париже.
С 2003 по 2012 год преподавал в университете Париж Дидро, с 2012 года — в Университете Париж Декарт.
В течение 19 лет являлся муниципальным депутатом Ла-Гарен-Коломба, в 2001 году избран мэром. С 2004 по 2009 год — заместитель председателя генерального совета департамента О-де-Сен (в 2007 году отвечал за разработку президентской программы Николя Саркози в части здравоохранения). С 2009 по 2019 год — депутат Европейского парламента.
В 2008 году два месяца добровольно отработал в медицинской службе французского воинского контингента в Афганистане.

## Труды
- Notre Histoire, les cent dates qui ont fait la nation européenne, Éditions Jean-Claude Lattès, 2014, 250 p. ISBN 978-2-70963-448-9
- Je ne tromperai jamais leur confiance, Gallimard, 2021, 304 p. ISBN 978-2072932205

## Награды
- Кавалер Ордена Почётного легиона (10 апреля 2009)[8].
- Кавалер Ордена «За заслуги» (14 ноября 2003)[9].